# Admire
Admire — кам'яно-залізний метеорит масою 180 кілограмів, знайдений в США, у штаті Канзас, у 1881 році.
Належить до класу паласитів, який є рідкісним для кам'яно-залізних метеоритів. Відомо всього-лише 39 метеоритів цього класу. Численні уламки цього метеорита були розсипані вздовж лінії приблизно у 10 км.
Точна дата падіння метеорита невідома, радіовуглецеве датування (за вмістом 14C) дало приблизну дату — 11 000 років тому. Вік самого метеорита був визначений через ступінь впливу на нього космічної радіації, і, за даними вчених, становить близько 130 мільйонів років.
Декілька уламків загальною масою у 80 кг зберігаються в Інституті імені В. І. Вернадського РАН.